# Référendum de 1998 sur l'Autorité du Grand Londres
Le référendum de 1998 sur l'Autorité du Grand Londres (en anglais : Greater London Authority referendum 1998) est un référendum tenu le 7 mai 1998 sur le territoire du Grand Londres et qui invite les Londoniens à se prononcer sur la création de l'Autorité du Grand Londres, composée d'un maire et d'une Assemblée élus directement au suffrage universel.

## Résultat
La question référendaire est : « Êtes-vous favorable à la proposition du gouvernement pour une Autorité du Grand Londres composée d'un maire élu et d'une assemblée élue séparément ? ».
Le « oui » obtient 72 % des voix alors que la participation n'est que de 34,60 %,,.
| Oui : 1,230,715 (72 %) | Non : 478,413 (28 %) |
| ▲                      |                      |

26 188 bulletins nuls sont en outre recensés.

## Conséquences
À la suite de ce référendum, la loi sur l'Autorité du Grand Londres est adoptée en 1999 par le Parlement britannique créant ainsi l'Autorité du Grand Londres. Les élections du maire et de l'Assemblée ont lieu le 4 mai 2000.